# Провидур
Провидур (итал. Provveditore) административни је надзорни службеник различитих вештина. У прошлости је звање, посебно коришћено у републици Венецији, додељивано је вишим државним службеницима који су одговорни за територијалну јединицу (нпр. провинцију) или велику административну канцеларију. Провидур је био одговоран за снадбевање и инспекцију војске или цивилних питања због чега се такође назива и добављач.

## Етимологија
Провидур је романизам у српском језику, потиче из доба Млетачке републике из чијег дијалекта долази у српски и неке друге језике кроз Млетачку Далмацију. Венецијанска реч provedadore означава особу која је добављач и надзорник са кореном у латински језик из речи providēre  . 

## Италија
У италијанској јавној управи означава администратора и супервизора у органима и канцеларијама са различитим функцијама у влади типа:

#### Провидур образовања
Просветни одбори биле су периферне канцеларије Министарства просвете од којих су зависили наставници средњих, основних и обданишта, инспектори и директори.
Они су успостављени законом од 13. новембра 1859. бр. 3725 са покрајинском надлежношћу.
Декретом председника Италије од 6. новембра 2000. године бр. 347 укинуте су канцеларије за надзор над образовањем, а њихове компетенције знатно смањене као резултат аутономије школских институција, пребачене су у регионалне школске канцеларије. Канцеларије су на покрајинском нивоу подељене у „провидурске услужне центре” и преименоване у „школске канцеларије покрајина” од 2006. године и „канцеларије надлежне за територијалне области” од 2010. године.

#### Провидур јавних радова
Регионални (или међурегионални) надзорник за јавне радове је периферна канцеларија Министарства за инфраструктуру и саобраћај Италије, основана законском уредбом од 16. јануара 1945 којем је поверено техничко, административно и економско управљање радовима, набавкама и услугама које су у надлежности Министарства у складу са важећим законима и прописима.
Регионални (или међурегионални) администратор за јавне радове, задужен за канцеларију, је генерални директор.

#### Провидур КПЗ
Регионални надзорник КПЗ је периферна канцеларија Министарства правде, зависна од одељења Казнено-поправне управе, која делује у сектору установа и служби за одрасле у области особља, организације служби и установа, затвореника и интернираних, спољно кривично подручје и у односима са локалним властима, регионима и националном здравственом службом. Регионални надзорник затворске управе, задужен за канцеларију, је генерални директор.
У разним јавним органима канцеларија, особа одговорна за куповину добара и услуга за функционисање тела назива се "провидур", мада службено лице које је надлежно за то нема назив провидур.

## Провидур (Млетачка република)
У Венецијанској републици титула провидура приписана је многим лицима, који су именована од власти републике и њених савета, као артикулисан систем надзора и заштите интереса републике и грађана специјално за неке сегменте друштвеног интереса или у влади провинција, пукова или читавих региона (као што су провидури Далмације , итд.).

## Карактеристике провидура
Провидури су постављани на одређено време; неки су деловали као једнобојна тела, док су други били мулти етнички. У одређеним случајевима, колегијум је такође укључивао једног или више провидура.

### Списак надзорника у Венецијанској републици
Велик број патрицијских званичника носио је титулу провидура:
- Провидур Армара: одговорни за постављање и одржавање галија и регистрацију посаде.
- Провидур за Арсенал: менаџери Венецијанског Арсенала.
- Провидур артиљерије: одговорни су за снабдевање и одржавање артиљерије и барута.
- Суперпровидур: одговоран за снабдевање месом града Венеције од 1545. године.
- Провидур од Бени Инцулти: одговорни за све радове неопходне за обнављање непродуктивних земљишта од 1556. године.
- Провидур од Босцо дел Монтелло: одговоран за очување важне шумске баштине Монтела од 1587. године.
- Провидур у Мотовунској шуми: задужени за очување Мотовунских шума од 1628. године у Мотовуну.
- Провидур од заједнице: одговоран је за одржавање тротоара и мостова у граду Венецији и за све радове неопходне за правилно функционисање трговине у граду од 1277. године.
- Провидур тврђаве или путева до тврђаве.
- Суперпровидур дрвета и шума или судија за дрво и шуме.
- Провидур ал Монти у Зека: одговоран за депозите приватних вредности од 1517. године.
- Провидур ал Помпе: надлежни за надзор примене закона од 1514. године.
- Провидур ал Сал дел Маре: одговорни за државни монопол на производњу и трговину соли.
- Провидур изнад л'Адиге: одговорни за пловидбу на Адиђи од 1586.
- Суперпровидур изнад банака: одговорни за надзор над активностима приватних банака и кредита од 1524. године.[4]
- Провидур изнад и Комуналија и имовине: задужен за имовину у власништву општина од 1564. године.
- Суперпровидур изнад коморе: задужене за комора на копну, односно тела за прикупљање пореза.
- Провидур изнад Аццоунтс или Магистрато сопра цонти : одговорни су за ревизију регистара гувернера прихода, а касније за рачуноводствену контролу наоружања и набавку војне флоте од 1474. године.
- Провидур новца: одговорни за надзор над новчаним ресурсима државе од 1571. године.
- Провидур изнад дужности: њих 1500 одговорно за наплату обавеза, типа као извршитељ наплате потраживања.
- Провидур изнад Феуди: одговорни за сва питања која се тичу улагања или реинвестирања феудалаца од 1587. године.
- Провидур изнад ла Гиустизиа Веццхиа: одговорни за жалбе које се односе на правосуђе и фалсификовање од 1565.
- Провидур изнад Манастири: за манастире и метохије.
- Провидур изнад Оффиции: одговорни су за сузбијање отпада у јавној управи и ревизију рачуна од 1481. године.
- Провидур изнад Олии: надлежни су за надгледање цена и снабдевање уљем у граду од 1531. године.
- Провидури одговорни за надгледање квалитета злата и кованица, од 1551. године, бирало их је десет лица,
- Провидури задужени за приватне ризнице драгоцених ствари на Ковници од 1629. године.
- Провидури над болницама и побожним местима.
- Провидури одговорни за јавно здравство. од 1485. године.
- Провидури ковнице: одговорни за управу ковница од 1552. године.

У управама за активност супервизора и у другом степену, су биле судије Суперпровидури:
- Провидур Арсенала.
- Провидур за дрво и шуме.
- Провидур над здравством.

У администрацији на територији слично су прибегли именовању генералних Провидур, задужених за надгледање читавог сектора млетачких интереса, организованог локално у групама:
- Начелник Генерални за море (del mare): генерални директор провинција за новац потребан да се одрже флоте команданта и заменика истих на Крфу.
- Генерал Провидур потпуковник: генерални директор провинција отаџбине Фурланије, настањен у Удинама.
- Провидур Генерале Мореје: генерални директор провинција Мореа.
- Провидур Генерале из Далмације: генерални директор далматинских провинција, боравио је у Задру.
- Провидур Генерале ди Терраферма: генерални директор провинција копнених домена, основан 1796. године, имао је пребивалиште у Бребији.